# 岩崎村 (岐阜県)
岩崎村（いわさきむら）は、かつて岐阜県山県郡に存在した村である。
現在の岐阜市岩崎などに該当する。
当村発足時は方県郡の村であったが、方県郡の分割により山県郡の村となった。

## 歴史
- 江戸時代末期、岩崎村は天領であった。
- 1889年（明治22年）7月1日 - 町村制により岩崎村発足。
- 1897年（明治30年）4月1日[2] - 方県郡が分割され、当村は山県郡に編入される。
- 1897年（明治30年）4月1日 - 粟野村、三田洞村と合併し、岩野田村発足。同日岩崎村は廃止。